# Первомайський Олег Олексійович
Первомайський Олег Олексійович (нар. 31 січня 1972, в м. Полтава, Україна) — український правознавець, Суддя Конституційного Суду України (з 24 вересня 2018; від Верховної Ради України). Кандидат юридичних наук, доцент.
Автор понад 200 наукових і науково-практичних публікацій, зокрема 15 монографій (2 — одноособові, 13 — колективні), 12-томного коментаря до Цивільного кодексу України.
Із 2011 по 2018 роки — доцент кафедри цивільного права Київського національного університету імені Тараса Шевченка.